# 硒化铒
硒化铒是一种无机化合物，化学式为Er2Se3，它是正交晶系晶体，具有Sc2S3结构，空间群Fddd。它可由铒和硒或氧化铒和硒化氢在高温反应得到。它和硒化镁在1000 °C反应，可以得到MgEr2Se4。

## 拓展阅读
- Anna Kornienko, J. H. Melman, G. Hall, T. J. Emge, John G. Brennan. . Inorganic Chemistry. 2002-01-01, 41 (1): 121–126  [2023-06-13]. ISSN 0020-1669. doi:10.1021/ic010740o. （原始内容存档于2023-06-22） （英语）.